# Mukarram Talabani
Mukarram aț-Țālabānī (* 1923 in Kirkuk, Irak; gestorben am 24. Januar 2025 in Sulaimaniyya) war ein kurdischer kommunistischer Politiker im Irak.

## Werdegang
Nach einem Jurastudium in Bagdad arbeitete Talabani ab 1946 zunächst als Rechtsanwalt, war aber von 1948 bis 1955 in Haft und konnte erst nach dem Sturz der irakischen Monarchie wieder als Anwalt tätig werden. Unter der republikanischen Regierung Abd al-Karim Qasims wurde er 1959 Leiter der staatlichen Tabakgesellschaft und später Inspektor des Ministeriums für Agrarreform.
Ursprünglich Anhänger der Kurdischen Demokratischen Partei, brach Mukarram Talabani 1963 mit KDP-Chef Mustafa Barzani, nachdem dieser geholfen hatte, das Qasim-Regime zu stürzen. Talabani trat der Irakischen Kommunistischen Partei bei und wurde Mitglied des Zentralkomitees der KP.
Im Rahmen der von Baathisten, Kommunisten und Kurden gebildeten Nationalen Progressiven Front war Talabani von 1972 bis 1977 Minister für Bewässerung in einer Koalitionsregierung, danach Transportminister. Mit dem Austritt der Kommunisten aus der Nationalen Front verlor Talabani 1978 seinen Posten und ging zunächst ins Exil nach Osteuropa. Nach dem Zusammenbruch des Ostblocks kehrte er 1989 in den Irak zurück und nahm als Berater bzw. Gesandter Präsident Saddam Husseins Kontakt zu kurdischen Rebellengruppen auf. Noch 1995 bemühte er sich vergeblich, für das Baath-Regime eine Aussöhnung mit dem gegen das Regime rebellierenden PUK-Chef, seinem entfernten Verwandten Dschalal Talabani, zu erreichen.